# Zilveren sierstel van Peter Paul Rubens
Het Zilveren sierstel van Peter Paul Rubens (1635 - 1636) is een sierstel van de hand van Theodoor I Rogiers (ca. 1602 - 1654) en behoorde toe aan de kunstschilder Peter Paul Rubens. Het topstuk van 17e-eeuwse Antwerpse zilversmeedkunst werd in 2005 opgenomen in het topstukkendecreet van Vlaanderen.

## Context
Theodoor I Rogiers maakte deel uit van een groot geslacht van edelsmeden en was befaamd om zijn geciseleerde platen. Dit pronkstuk is een ensemble bestaande uit twee elementen, een groot bekken en een waterkan. Zowel de kan als de schaal zijn vervaardigd uit zilver en behoorden wellicht toe aan de kunstschilder Peter Paul Rubens. Wanneer het precies in zijn bezit kwam is moeilijk te zeggen maar wat we wel weten is dat het werk tot 1999 en dus 400 jaar in het bezit bleef van de nakomelingen van de schilder. Rubens zou het werk cadeau gekregen hebben van Ferdinand van Oostenrijk.
In 1999 kwam het werk door de vrijgevigheid van twee mecenassen ridder en mevrouw Bachau in de collectie van de Koning Boudewijnstichting terecht. Het echtpaar kocht het werk op een openbare veiling bij Sotheby's in Monaco en schonk het aan de stichting. Het ensemble werd in bruikleen toevertrouwd aan het Rubenshuis en werd zo het zevende permanente bruikleen van de Koning Boudewijnstichting. In 2005 kwam het werk omwille van zijn bijzondere waarde terecht op de topstukkenlijst van de Vlaamse overheid.

## Iconografie
Beide stukken zijn in bas-reliëf over geciseleerd door de hand van Theodoor I Rogiers en de afgebeelde scene's verwijzen stuk voor stuk naar water. Op het midden van de schaal wordt een scène uit het bijbels verhaal van Susanna afgebeeld die door twee mannen bespied wordt tijdens het baden. Traditioneel stond Susanna symbool voor de kuisheid en de verloste ziel maar tijdens de renaissance nam dit een andere wending en werd het onderwerp voornamelijk ingezet als voorwendsel voor het afbeelden van vrouwelijk naakt. De kan daarentegen verwijst naar de antieke mythologie en toont de geboorte van Venus, godin van de liefde en haar kroning door de drie Gratiën.
Op basis van zowel de thematiek als de stilistische kenmerken kan aangenomen worden dat Rubens betrokken was bij de vervaardiging van het werk. Zo zou de fontein afgebeeld op de schaal mogelijk verwijzen naar de fontein die terug te vinden was in zijn eigen tuin. Zowel de gekozen thematiek, die een voorliefde genoot bij Rubens, als de compositie vinden we terug in het werk van de grootmeester.